# Scambus latustergus
Scambus latustergus är en stekelart som beskrevs av Wang 1993. Scambus latustergus ingår i släktet Scambus och familjen brokparasitsteklar. Inga underarter finns listade i Catalogue of Life.